# Алиев, Султан Магомедбегович
Султа́н Магомедбе́гович Али́ев (род. 17 сентября 1984, Каспийск, Дагестанская АССР) — российский самбист и боец смешанного стиля, выступавший в средней и полутяжёлой весовых категориях. Двукратный чемпион мира, трехкратный чемпион Европы по боевому самбо, обладатель Кубка мира, чемпион России, заслуженный мастер спорта России. Как профессиональный боец MMA выступал во многих известных организациях, в том числе в ProFC, Fight Nights, Bellator, UFC. Представляет дербентский спортивный клуб «Чемпион».

## Биография
Султан Алиев родился 17 сентября 1984 года в городе Каспийске, Республика Дагестан. По происхождению аварец.
Активно выступать по боевому самбо начал в возрасте двадцати трёх лет, в 2009 году в категории до 90 кг одержал победу на чемпионате Европы в Милане и стал серебряным призёром чемпионата России, проиграв в финале чемпиону мира Вячеславу Василевскому. Год спустя выиграл в зачёте всероссийского первенства бронзу — в полуфинальном поединке потерпел поражение от Евгения Авдеева. Также в этом сезоне удостоен звания «Мастер спорта России международного класса».
В 2011 году Алиев вновь был третьем на чемпионате России по боевому самбо и дебютировал в смешанных единоборствах, заключив контракт с российской промоутерской компанией ProFC — в течение года провёл четыре профессиональных поединка и во всех случаях одержал победы. В следующем сезоне во второй раз выиграл чемпионат Европы по боевому самбо, став лучшим на прошедшем в Москве турнире, кроме того, пробился в финал всероссийского первенства, где проиграл Василевскому.
На момент 2013 года Алиев уже имел восемь побед в смешанных единоборствах без единого поражения, благодаря чему получил приглашение принять участие в восьмом сезоне турниров престижной американской организации Bellator. В четвертьфинальном бою средней весовой категории единогласным решением судей победил датчанина Миккеля Парло. В полуфинале встретился с американцем Дагом «Носорогом» Маршаллом, за счёт борьбы контролировал ход поединка, тем не менее, только один из трёх судей счёл его победителем. Маршалл в итоге выиграл этот турнир, но забрать чемпионский пояс ему не удалось — действующий чемпион Александр Шлеменко нокаутировал его уже в первом раунде.
В 2014 году Султан Алиев наконец стал чемпионом России по боевому самбо — в финале в третий раз сошёлся с Вячеславом Василевским и теперь взял у него реванш, победив нокаутом. Одновременно с этим продолжил выступать в смешанных единоборствах, удачно съездил на турнир WUFC в Португалию, одержал победу в промоушене Fight Nights «Битва на Тереке». Поступило сообщение, что Алиев подписал контракт с крупнейшей бойцовской организацией мира UFC.
В конце 2014 года стал чемпионом мира по боевому самбо. В феврале 2022 года получил звание заслуженный мастер спорта России.
Дебют Алиева в UFC состоялся в январе 2015 года. В первом же раунде он был нокаутирован американцем Кенни Робертсоном.
20 апреля 2019 года, после победы над Кейта Накамура на турнире UFC Fight Night:Overeem vs Oleinik, отработав последний бой по контракту с UFC, Султан сделал заявление об окончании своей спортивной карьеры. После боя он объявил что продолжит заниматься спортом, останется в своём спортивном клубе в качестве спарринг партнера, но перестанет выступать в силу возраста, недостатка времени и необходимости заниматься вопросами своей личной жизни.

## Боевое самбо
- Чемпионат России по боевому самбо 2009 года — ;
- Чемпионат России по боевому самбо 2010 года — ;
- Чемпионат России по боевому самбо 2011 года — ;
- Чемпионат России по боевому самбо 2012 года — ;
- Чемпионат России по боевому самбо 2014 года — ;
- Чемпионат России по боевому самбо 2015 года — ;
- Чемпионат России по боевому самбо 2017 года — ;
- Чемпионат России по самбо 2018 года — ;
- Чемпионат России по самбо 2020 года — ;

## Статистика ММА
| Результат | Рекорд | Соперник          | Способ                                 | Турнир                                        | Дата             | Раунд | Время | Место                    | Примечание |
| --------- | ------ | ----------------- | -------------------------------------- | --------------------------------------------- | ---------------- | ----- | ----- | ------------------------ | ---------- |
| Победа    | 15-3   | Кэйта Накамура    | Единогласное решение судей             | UFC Fight Night: Overeem vs. Oleinik          | 20 апреля 2019   | 3     | 5:00  | Санкт-Петербург, Россия  |            |
| Поражение | 14-3   | Варлей Алвис      | Технический нокаут (остановлен врачом) | UFC 224                                       | 12 мая 2018      | 2     | 5:00  | Рио-де-Жанейро, Бразилия |            |
| Победа    | 14-2   | Боян Величкович   | Раздельное решение судей               | UFC on Fox: VanZant vs. Waterson              | 17 декабря 2016  | 3     | 5:00  | Сакраменто, США          |            |
| Поражение | 13-2   | Кенни Робертсон   | Нокаут (удары руками)                  | UFC on Fox: Gustafsson vs. Johnson            | 24 января 2015   | 1     | 2:42  | Стокгольм, Швеция        |            |
| Победа    | 13-1   | Шарлис Андради    | Технический нокаут                     | Звёзды MMA на ринге                           | 1 марта 2014     | 2     | 0:00  | Махачкала, Россия        |            |
| Победа    | 12-1   | Руслан Хасханов   | Технический нокаут (удары руками)      | Fight Nights — Битва на Тереке                | 4 октября 2013   | 1     | 2:28  | Грозный, Россия          |            |
| Победа    | 11-1   | Клебер Багаунка   | Нокаут (удар рукой)                    | World Ultimate Full Contact 2013              | 24 августа 2013  | 1     | 0:28  | Ламегу, Португалия       |            |
| Победа    | 10-1   | Виктор Кийко      | Технический нокаут (удары руками)      | World Ultimate Full Contact 2013              | 24 августа 2013  | 1     | 2:22  | Ламегу, Португалия       |            |
| Победа    | 9-1    | Даг Маршалл       | Раздельное решение судей               | Bellator 92                                   | 7 марта 2013     | 3     | 5:00  | Темекьюла, США           |            |
| Победа    | 9-0    | Миккель Парло     | Единогласное решение судей             | Bellator 89                                   | 14 февраля 2013  | 3     | 5:00  | Шарлотт, США             |            |
| Победа    | 8-0    | Арунас Вилюс      | Технический нокаут (удары руками)      | Tech-Krep Fighting Championship — Битва звёзд | 22 декабря 2012  | 1     | 0:00  | Махачкала, Россия        |            |
| Победа    | 7-0    | Алексей Варагушин | Технический нокаут (удары руками)      | Кубок Игоря Вовчанчина                        | 9 ноября 2012    | 1     | 0:00  | Харьков, Украина         |            |
| Победа    | 6-0    | Владимир Федин    | Технический нокаут (удары руками)      | Кубок Игоря Вовчанчина                        | 9 ноября 2012    | 1     | 0:00  | Харьков, Украина         |            |
| Победа    | 5-0    | Луис Энрике       | Технический нокаут (удары руками)      | Revolution Fighting Champion 1                | 9 марта 2012     | 2     | 2:30  | Бейрут, Ливан            |            |
| Победа    | 4-0    | Марцин Эльснер    | Технический нокаут (удары руками)      | ProFC — Grand Prix Global Finals              | 10 декабря 2011  | 1     | 1:53  | Ростов-на-Дону, Россия   |            |
| Победа    | 3-0    | Фуад Гадиров      | Нокаут (удар рукой)                    | ProFC — Grand Prix Global Caucasus            | 26 сентября 2011 | 2     | 3:24  | Дербент, Россия          |            |
| Победа    | 2-0    | Грачо Дарпинян    | Единогласное решение судей             | ProFC — Кубок содружества наций Финал         | 2 июня 2011      | 3     | 5:00  | Ростов-на-Дону, Россия   |            |
| Победа    | 1-0    | Сергей Гузев      | Единогласное решение судей             | ProFC — Кубок содружества наций 14            | 9 апреля 2011    | 2     | 5:00  | Ростов-на-Дону, Россия   |            |